# 花房町駅
花房町駅（はなぶさちょうえき）は、かつて栃木県宇都宮市に存在した東武鉄道宇都宮線の駅である。

## 概要
東武宇都宮線開通の翌年、西川田 - 東武宇都宮間に新設開業した。その後、太平洋戦争戦局悪化に伴い不要不急として休止となり、約10年後にそのまま廃止となった。

## 歴史
- 1932年（昭和7年）4月1日 - 開業[1]。
- 1944年（昭和19年）6月30日 - 休止[1]。
- 1954年（昭和29年）9月24日 - 廃止[1]。

## 周辺
- 英巌寺跡[2]

## 隣の駅
東武鉄道
宇都宮線
南宇都宮駅 - 花房町駅 - 東武宇都宮駅